# Circus (attractie)

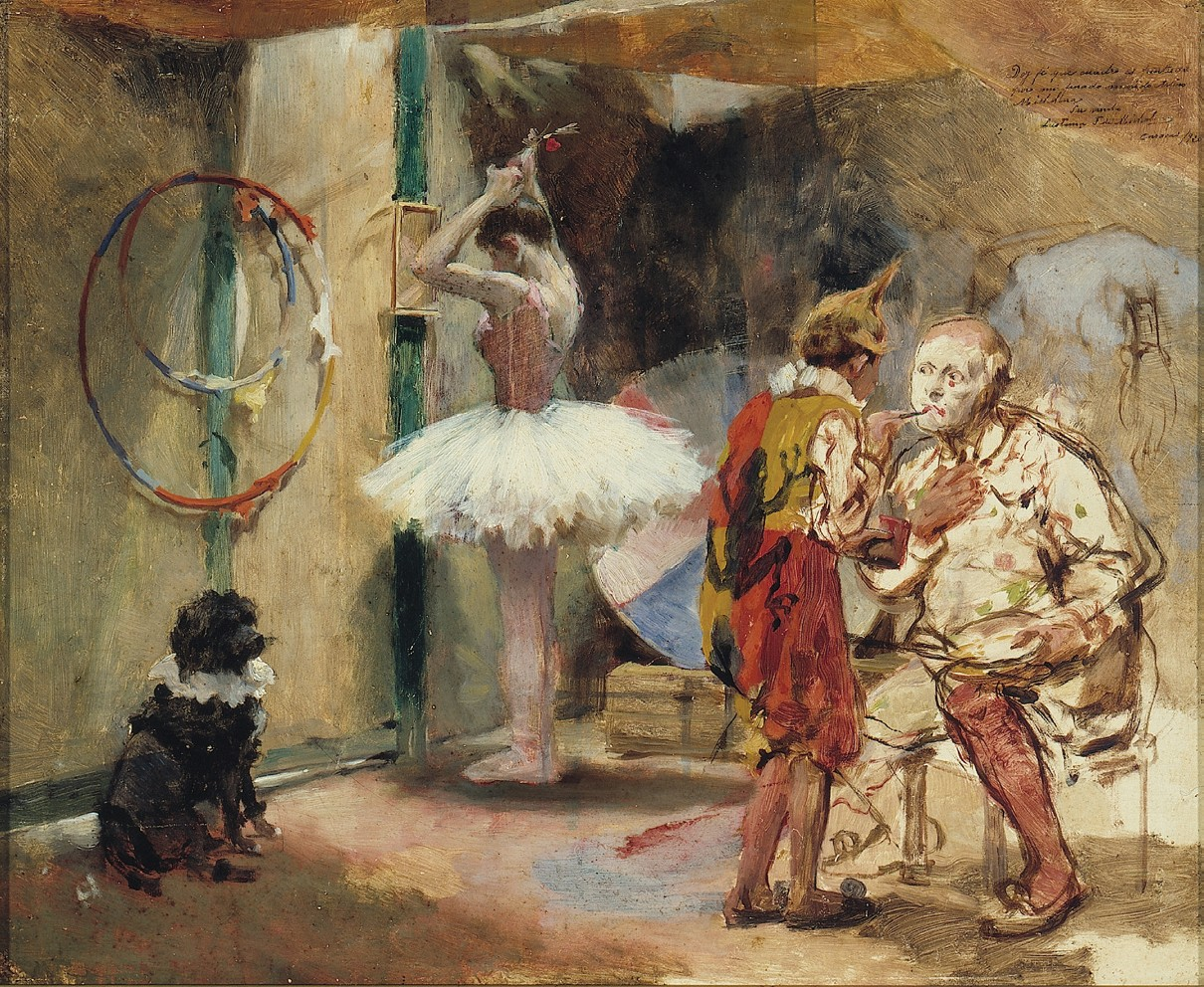
Scènes circus rond 1891. Werk van schilder Arturo Michelena.

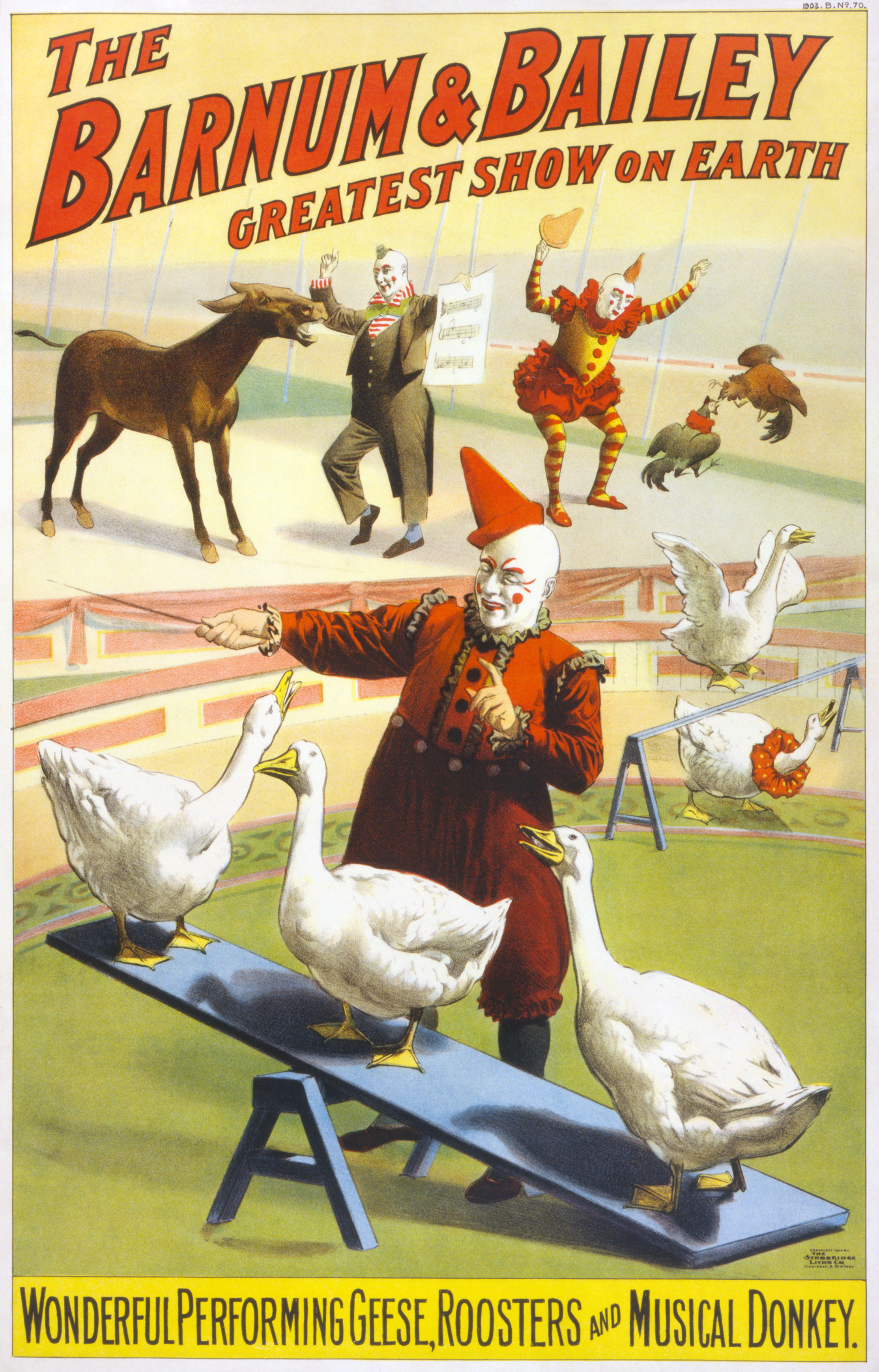
Advertentie uit 1900 voor het Barnum & Bailey Circus.

Een circus is een attractie waarbij het samenwerken tussen artiesten en met getemde dieren centraal staat.
Bij een circus gaat het gewoonlijk om een reizend gezelschap, dat optreedt in een grote circustent en bestaat uit verschillende presentaties van acrobaten, jongleurs, clowns, dierentemmers (van leeuwen, tijgers, olifanten) en soms ook goochelaars.

## Geschiedenis
Het circus ontstond in zijn huidige vorm rond 1770 in Engeland. Aanvankelijk alleen met paarden, maar spoedig ook met clowns, zangers en (koord)dansers. In Parijs werd het circus een groot succes. Aan het begin van de 19e eeuw ontstonden overal in Europa en Amerika circussen: eerst in vaste gebouwen voor de elite, later in tenten voor het volk. In het laatste decennium van de 20e eeuw maakte een aantal circussen, onder invloed van onder andere het van oorsprong Canadese Cirque du Soleil, een ontwikkeling door naar circustheater. Dit soort circusgroepen combineert circus, muziek, zang, dans en comedy in een voorstelling met een verhaal.

### Circus in Nederland

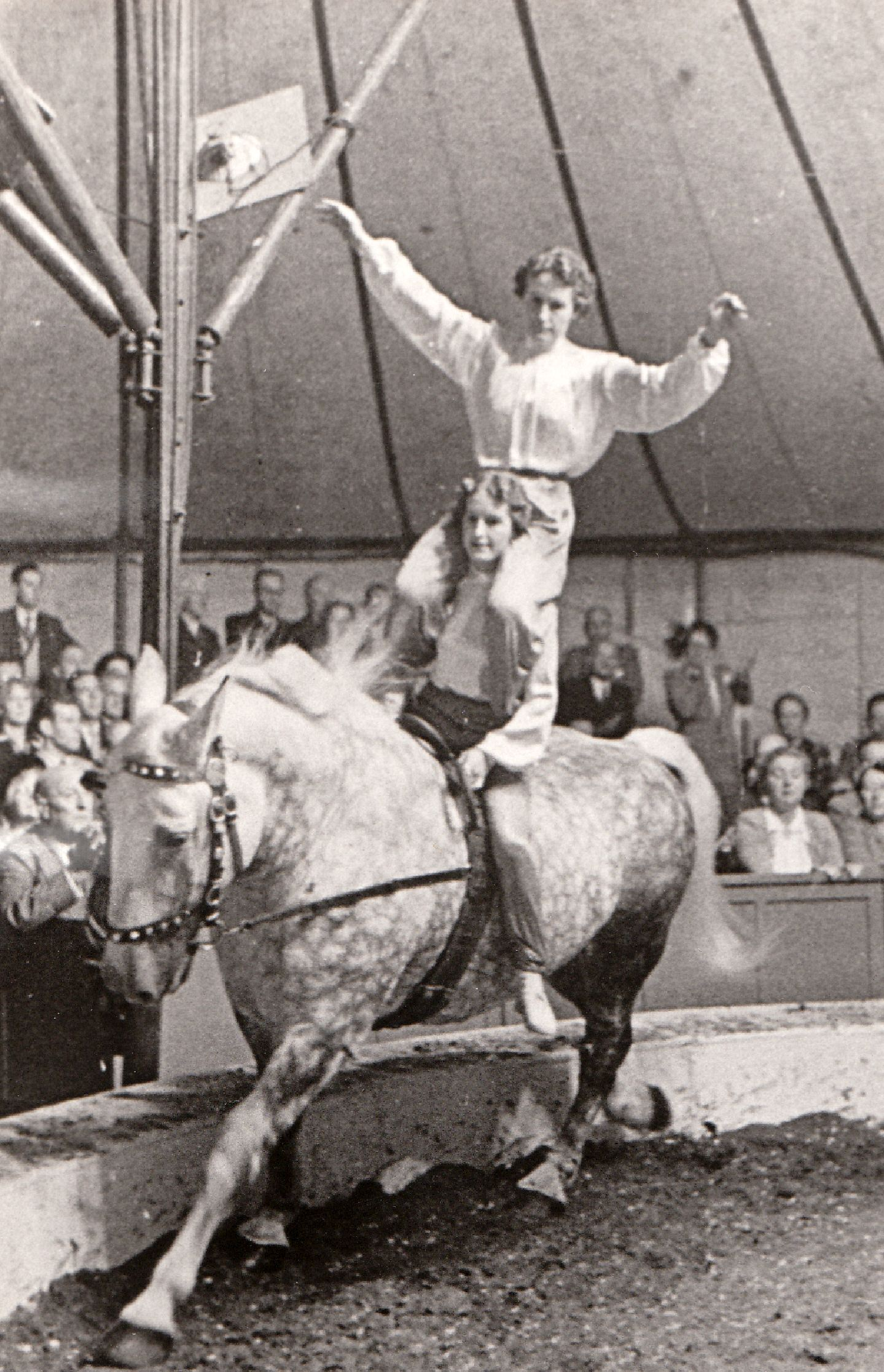
Circus Het Hoefke, voltigenummer, rond 1950

Begin 20e eeuw waren de bekendste reizende circussen in Nederland die van Leon Kinsbergen (paarden) en Maurits Blanes. De bekendste naoorlogse circussen waren Circus Van Bever (met de beroemde rijdster Illonka Karoly), Toni Boltini, Mikkenie en Circus Strassburger. De joodse familie Strassburger vluchtte vlak voor de oorlog naar Nederland en zou deze hier overleven met behulp van Frans Mikkenie als zogenaamde 'interim'.
In de jaren zestig en zeventig kregen de circussen het, in concurrentie met de televisie, moeilijk. Veel circussen trachtten te overleven door te 'veramerikaansen' en 'verglitteren'. Kleine acts werden opgevoerd met veel visueel geweld en pogingen tot 'glamour'. Circus Boltini bleef vasthouden aan klassiek circus met toevoeging van nieuwe elementen, zoals het uitnodigen van populaire artiesten uit andere disciplines (Rob de Nijs en Johnny Lion).

## Soorten circussen

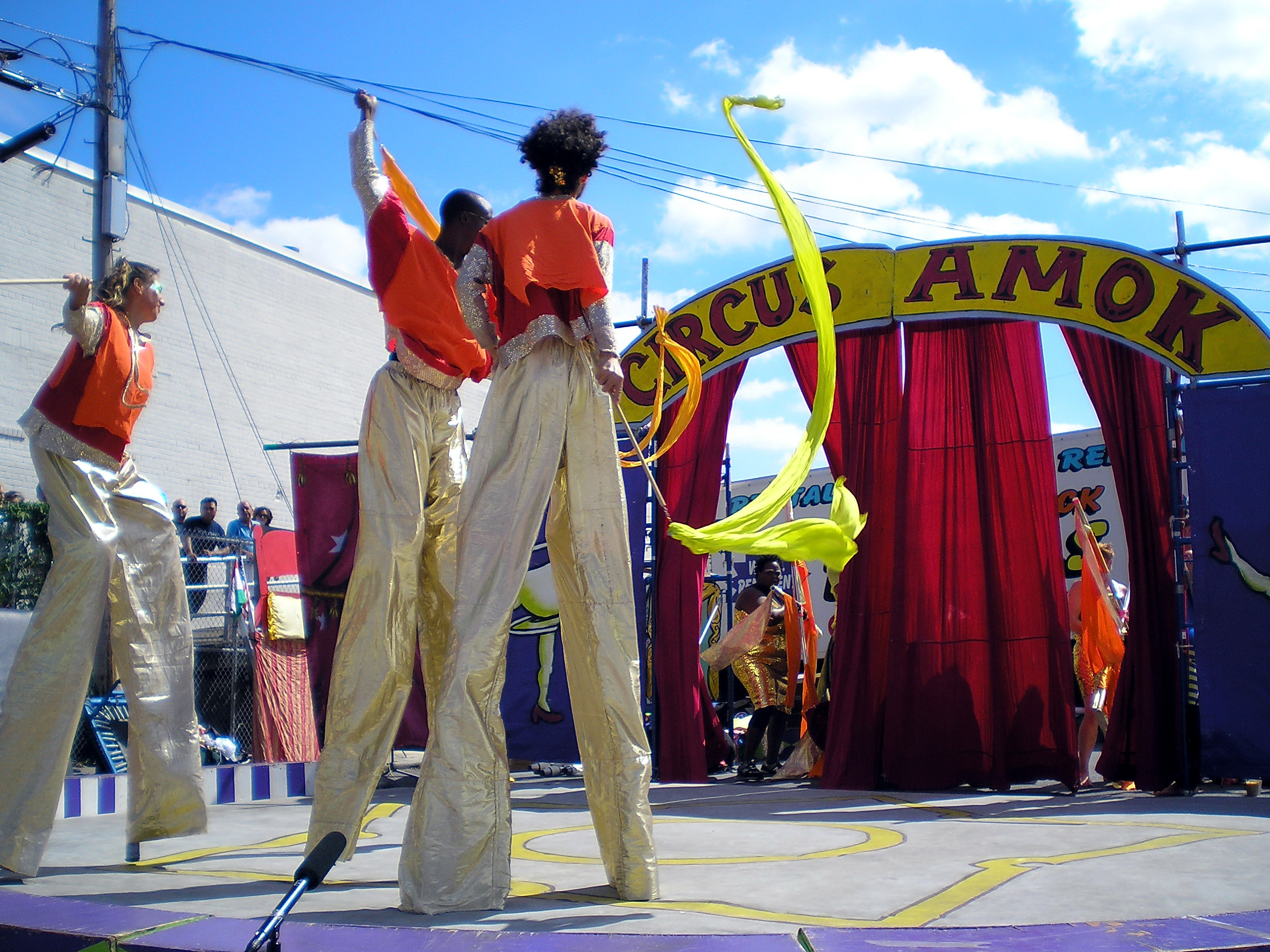
Steltlopers van Circus Amok

Bij het traditionele circus mogen vooral paardennummers niet ontbreken, want het circus is oorspronkelijk begonnen als "paardenspel". Paarden in "vrijheidsdressuur", acrobatiek en clownerie te paard, en "de hoge school", zijn circusklassiekers.
Er zijn ook circussen die niet (meer) rondreizen en op een vaste plaats blijven. Evenzo zijn er circussen zonder dieren.
Binnen het circus geldt een sterke divisie tussen 'geboren circus' (Circusdynastieën/ families) en 'aangenomen circus'. De internationale verbanden tussen circusfamilies zijn hecht, en generaties tellen even sterk als talent: 'nieuwkomers' moeten wel zeer getalenteerd en gemotiveerd zijn, om ooit werkelijk opgenomen te worden.
Campingcircus- en campingtournees zijn diverse kleine, 'samengestelde' circussen, die uitsluitend in het kampeerseizoen reizen, voornamelijk langs de grotere recreatiecentra en campings. Voor deze circussen zijn gemeenteplaatsen, met hoge staangelden en precario, zelden een optie meer. Deze circussen bestaan buiten het seizoen vooral van 'uitkopen' (ingekochte voorstellingen) en tentverhuur. De dwarsverbanden tussen deze circussen zijn groot, waarbij artiesten buiten het familieprogramma vaak tussen de circussen wisselen, terwijl de directies niet zelden in duchtige concurrentie over de plaatsen leven. Vaak worden activiteiten gecombineerd met openluchtvoorstellingen, jaarmarkten, evenementenverhuur en dergelijke. Kaarten voor dergelijke circussen zijn vaak te koop bij de receptie en/of via de site van de campings en recreatiecentra die worden aangedaan.

## Circusmuziek

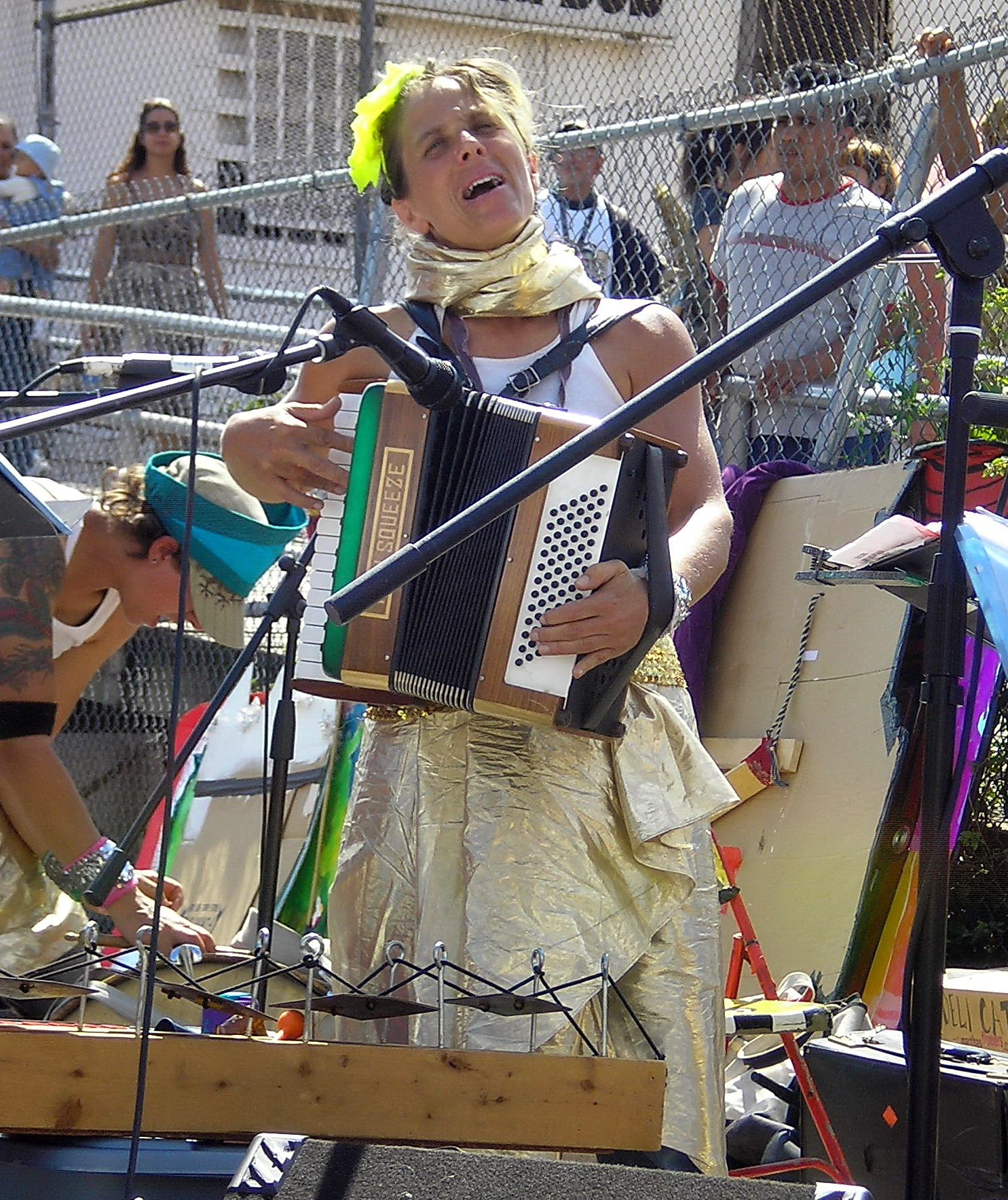
Accordeonspeler van Circus Amok

Een bekend Nederlands circusorkest was de 7-koppige formatie van Coty Teuteberg. Dit orkest heeft 30 jaar (tot 2009) Wintercircus Martin Hanson begeleid. Een ander circusorkest dat in Nederland tot 2015 te horen was (bij Herman Renz), is het orkest van Robert Rzeznik. Veel kleiner is het familiecombo onder leiding van Ralf Huberti dat jarenlang bij Circus Harlekino de livemuziek verzorgde, met hammondorgel, twee trompetten en drums, tevens muzikale clowns. Typische circusnummers zijn 'Einlass', 'Caravan' (van Ellington,'fakirmuziek', en ook vaak ter begeleiding van (roof)diernummers, maar ook een circusbegrafenisklassieker), 'De Springende Kikker', de Waldenburger galop, Tico Tico (ook van Abreu) en Cinnamon and Spice (trapeze) en 'Oh mein Papa' als finalemuziek. Op wereldschaal was de bekendste orkestleider in het circus Merle Evans. Hij bewerkte veel klassieke muziek voor de circuspiste, zoals Rimsky-Korsakovs 'Vlucht van de hommel' voor de onvergetelijke luchtacrobate Lillian Leitzl. Naast Merle Evans zijn andere bekende circusdirigenten:
- Reto Parolari (Zwitserland): De in december 2019 overleden dirigent van Zwitserse komaf had een belangrijk aandeel in de circusmuziek. Zo schreef hij arrangementen voor diverse circusorkesten. Hij dirigeerde de orkesten van o.a. het Wereldkerstcircus, Circus Knie, Circus Krone-Bau en was de vaste dirigent van het beroemde Circusfestival van Monte Carlo.
- Carmino d'Angelo (Frankrijk): dirigent van diverse circusfestivals in Frankrijk.
- Tony Bario (Frankrijk): de inmiddels overleden telg uit de beroemde clownsdynastie de Bario's dirigeerde jarenlang het grote orkest van het Cirque d'Hiver-Bouglione.
- Robert Rzeznik (Polen): hij dirigeerde tot 2015 het orkest van het Nederlands Nationaal Circus Herman Renz. Naast het leiden van het orkest speelde hij trompet en keyboard tijdens de voorstelling. Ook schreef hij arrangementen voor het circus.
- Vincent van Lent (Nederland): dirigent/orkestleider/arrangeur van Wintercircus Martin Hanson / Arlette Hanson van 2009 tot en met 2017.

Bij veel circussen zie je tegenwoordig in plaats van een orkest een dj die voor de muziek zorgt. Dan worden ook vaak bekende popnummers, zoals bv. "Lambada" of klassieke nummers zoals bv. "Can Can" gebruikt in plaats van circusnummers. Deze dj zit dan in plaats van het orkest in de orkestbak, boven de ingang naar de piste.

## Circusartiest als beroep
In Nederland was Circusschool De Hoogte in Leeuwarden lange tijd de enige vakopleiding tot professioneel circusartiest. In september 2006 startte de hbo-opleiding Circus Arts bij Codarts (hogeschool voor de kunsten) in Rotterdam. In 2007 begon ook Fontys met een hbo-opleiding. Buiten Nederland zijn er opleidingsinstituten in onder meer Brussel (BE). Behalve opleidingen tot specifieke circusdisciplines als acrobatiek en anderen wordt hierbij ook aandacht geschonken aan de circusmuziek.

## Dieren in het circus

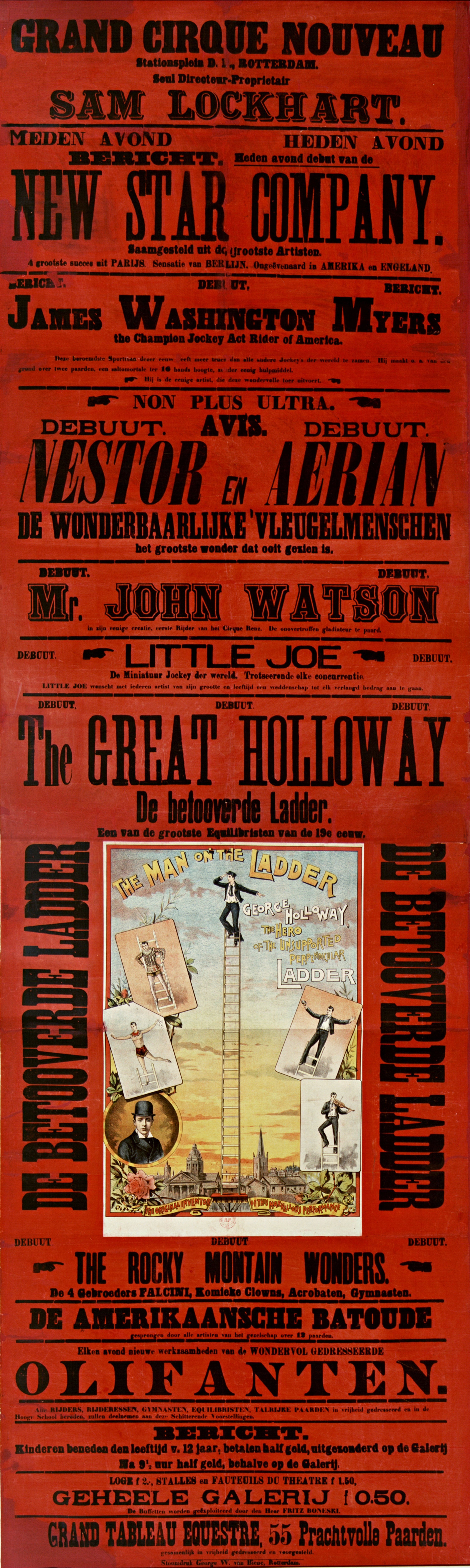
Rotterdam Grand Cirque Nouveau, affiche juni 1893

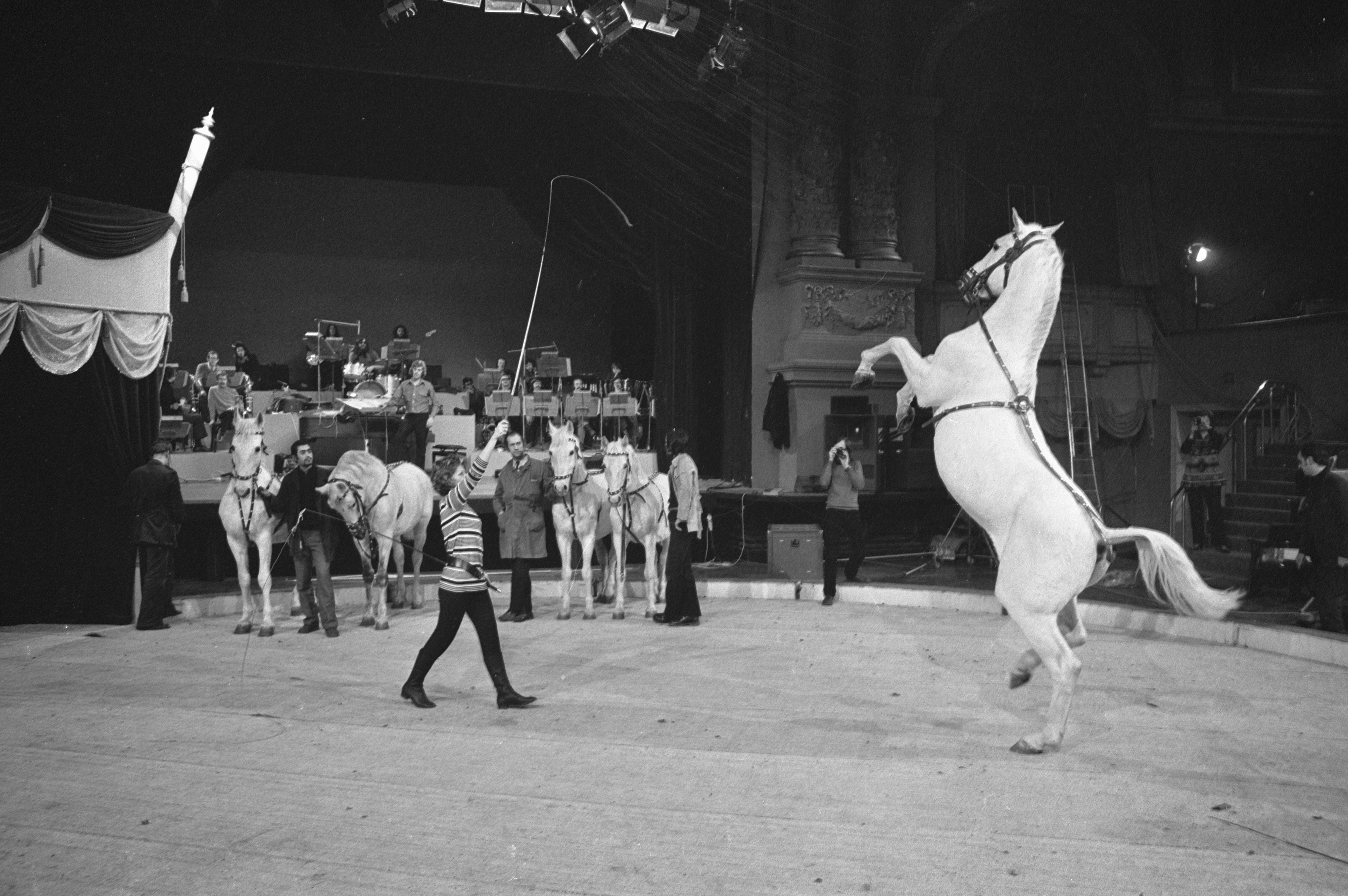
Dressuurshow

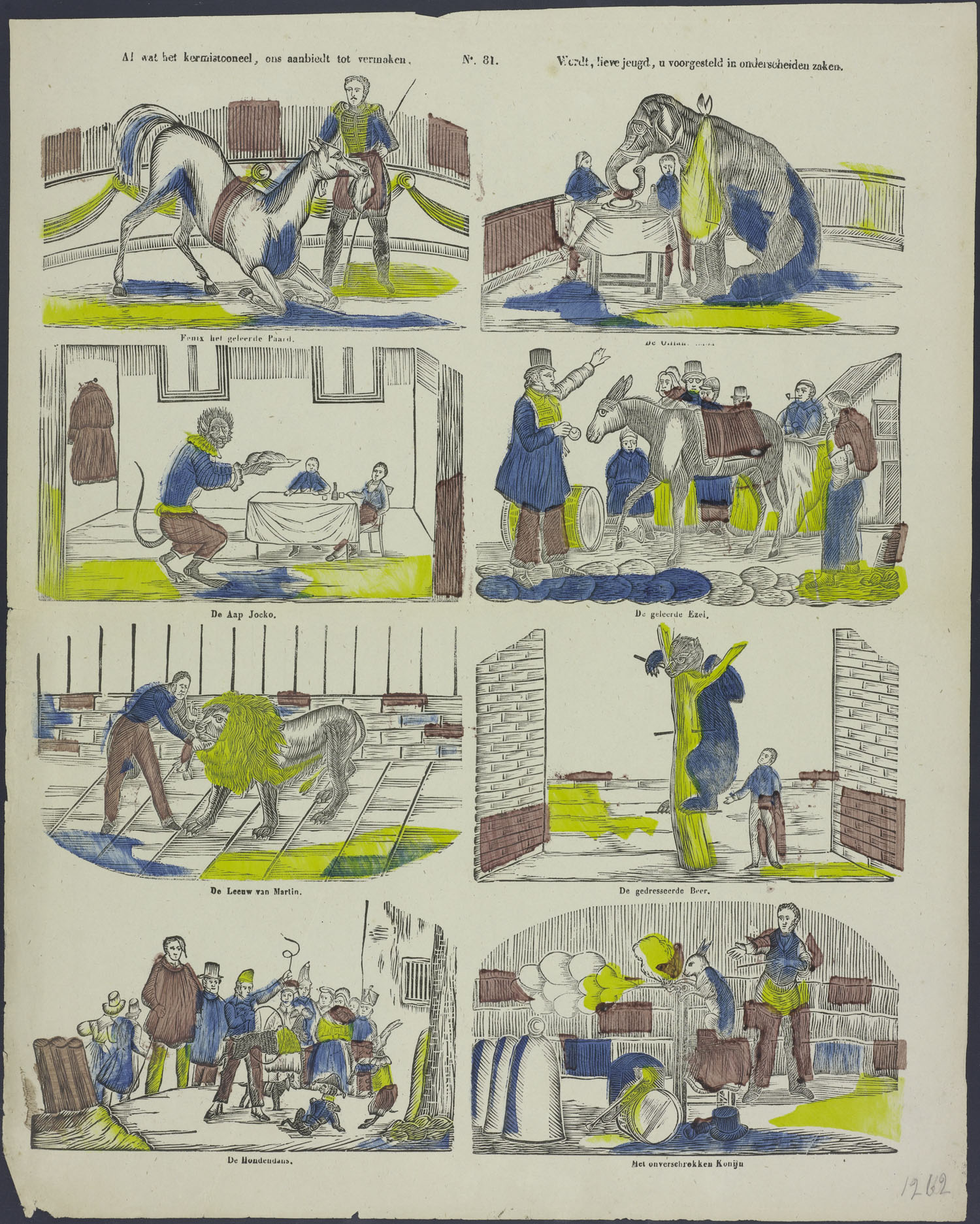
Circusdieren op een negentiende-eeuwse centsprent: een knielend paard, een dinerende olifant, een aangeklede aap, een klokkijkende ezel, een leeuw, een gedresseerde beer, een hondendans en een schietend konijn.

In het Westen is gaandeweg steeds meer weerstand ontstaan tegen circusacts met levende dieren. Het gebruik van wilde (niet gedomesticeerde) dieren in circussen ondervindt kritiek van dierenbeschermingsorganisaties die het vanuit dierenwelzijnsoogpunt niet verantwoord vinden.
In België en diverse andere Europese landen is al een specifieke wetgeving rond circusdieren, met voor iedere diersoort minimumnormen. Steeds meer landen (onder andere Oostenrijk, Kroatië, Bulgarije, Israël, Singapore, Costa Rica) verbieden circussen met wilde dieren. Ook enkele gemeenten in Nederland probeerden circussen met wilde dieren de toegang te ontzeggen, omdat zij van mening zijn dat het welzijn van de dieren niet kan worden gewaarborgd. Een rechtszaak die vervolgens door de circuswereld werd aangespannen en ook het hoger beroep bij de Raad van State (in dit geval tegen de gemeente Winschoten) toonde aan dat gemeenten niet gerechtigd zijn om een eigen beleid te voeren op het gebied van het welzijn van circusdieren. Zowel de rechtbank als de Raad van State bepaalde dat dit een verantwoordelijkheid van het Ministerie van Landbouw en Visserij. Gemeenten mogen een circus dus niet weren op grond van het dierenwelzijn.
Door de Europese Commissie wordt een Oostenrijks verbod op bepaalde dierensoorten in het circus getoetst aan de Europese Grondwet. Deze wetgeving lijkt onrechtmatig te zijn. Een verbod kan enkel worden ingevoerd als er geen andere maatregelen mogelijk zijn. De regelgeving in landen als België en Duitsland toont aan dat er wel alternatieven zijn.
In Nederland heeft de brancheorganisatie VNCO richtlijnen opgesteld waaraan haar leden moeten voldoen, gebaseerd op de richtlijnen van het Deutsche Tierlehrerverband die tevens model waren voor de Duitse wetgeving. Op 13 december 2014 ging de Nederlandse ministerraad akkoord met een voorstel van staatssecretaris Sharon Dijksma (Partij van de Arbeid) van Economische Zaken. Dit voorstel behelsde het verbod op het gebruik van wilde zoogdieren in het circus.

## Kerstcircus

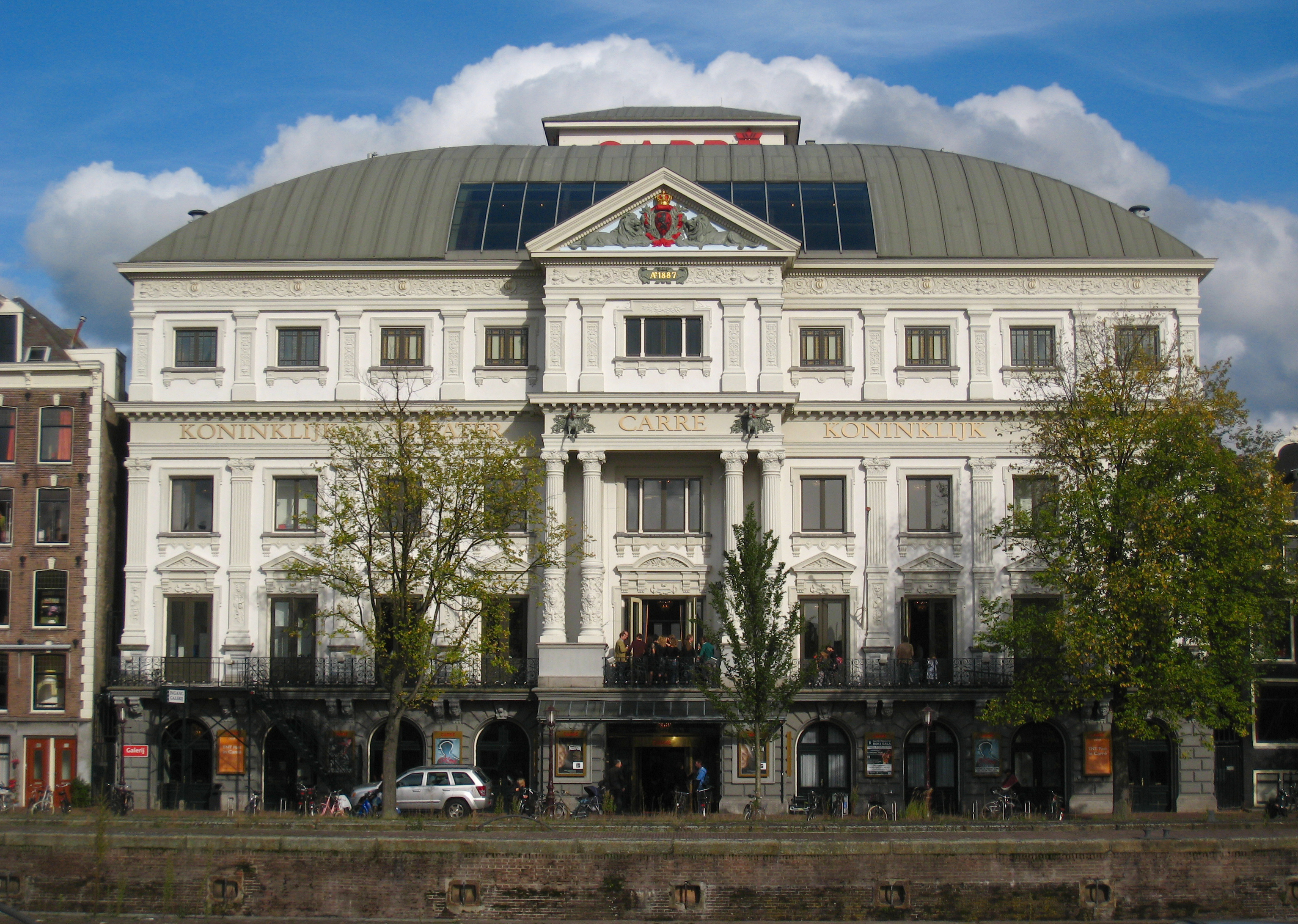
Koninklijk Theater Carré in Amsterdam.

Een kerstcircus is een circusvoorstelling rond kerstmis. Een kerstcircus is veelal een familiegebeurtenis, vaak bezocht door families met (jonge) kinderen. Er worden verschillende kerstcircussen in Nederland gehouden. Enkele bekende kerstcircussen worden gehouden, zoals het Internationale Circusfestival in Enschede, Internationaal Kerstwintercircus in het Parktheater in Eindhoven, het kerstcircus in Ahoy in Rotterdam, het Cirque d'Hiver in Roermond, het Wereld Kerstcircus in Koninklijk Theater Carré in Amsterdam en het Groot Kerstcircus in Den Haag dat jaarlijks op het Malieveld staat. Ook het Circus Herman Renz kende een kerst-/wintercircus. Dit vond jaarlijks plaats in Haarlem. Wintercircus Martin Hanson is een van de oudste kerstcircussen in Nederland (sinds 1979) en is nog altijd het enige reizende kerstcircus. Het Kerstcircus in Ahoy vond in 2023 voor het laatst plaats. De producent van dit circus, Fernand Banning, ging dat jaar met pensioen en kon niet worden vervangen. Hierdoor kon dit circus na 2023 niet meer worden georganiseerd. Als alternatief organiseren de Ashton Brothers vanaf 2024 in de periode waarin dit circus plaatsvond een eigen Kerstcircus in Ahoy, zodat deze traditie kan worden voortgezet.
In 2020 en 2021 waren er geen kerstcircussen vanwege de coronapandemie die in 2020 uitbrak. Door deze pandemie moest Nederland deze jaren uitgerekend met kerst in lockdown(in 2020 was dit vanwege een toenemend aantal besmettingen en een zeer besmettelijke Britse variant die zich snel verspreidde en in 2021 vanwege de Omikron-variant die zich eveneens heel snel bleek te verspreiden).

## Lijsten
- Lijst van circussen
- Lijst van circusnummers